# Lestyén
Lestyén (szlovákul Liešťany) község Szlovákiában, a Trencséni kerületben, a Privigyei járásban. Törés és Dobrocsna tartozik hozzá.

## Fekvése
Privigyétől 18 km-re északkeletre fekszik.

## Története
A falu valószínűleg a 14. század elején keletkezett. Első írásos említése 1332-ből származik „Lyssen” néven, birtokosa a Divéky család volt. 1348-ban „Leschen” néven írják, ekkor már a Rudnay család tulajdonában állt. 1411-ben „Listen” megnevezéssel találjuk.  A 15. század második felében 8 ház állt a településen. 1497-ben „Lesscziny”, 1498-ban „Lesczeny” alakban szerepel a korabeli forrásokban. 1553-ban 4 portája adózott. 1715-ben 13 háza állt. A 18. század második felében az Ujfalussy, Berényi és Bacskády családok a főbb birtokosai. 1787-ben malma, 31 lakóháza és 260 lakosa volt. A község ebben az időben malommal és kocsmával is rendelkezett.
A 18. század végén Vályi András így ír róla: „LESTIN. Tót falu Nyitra Várm. földes Urai B. Splényi, és Rudnai Uraságok, lakosai katolikusok, fekszik Radno Lehotához nem meszsze, és annak filiája, határjában van fája tűzre, és épűletre, gyűmöltse bőven terem, legelője elég, malma helyhez, iatzozása Prividgyén.”
1828-ban 44 házában 304 lakos élt. Lakói mezőgazdasággal, állattartással, méhészettel foglalkoztak.
Fényes Elek 1851-ben kiadott geográfiai szótárában így ír a faluról: „Lestyán, tót falu, Nyitra vármegyében, Rudna-Divék filialisa: 304 kath. lak. F. u. a Rudnay familia. Ut. posta Rudnó.”
Borovszky Samu monográfiasorozatának Nyitra vármegyét tárgyaló része szerint: „Lestyén, a Kis-Magura alatt, a Belanka-patak völgyében fekvő tót község, 266 r. kath. lakossal. Postája Nyitra-Rudnó, táviró- és vasúti állomása Nyitra-Novák. Földesura 1348-ban a Divék nemzetség volt és később az ezen nemzetségből származó Rudnayak.”
A trianoni diktátumig Nyitra vármegye Privigyei járásához tartozott.
1943-ban Törés és Dobrocsna falvakkal egyesítették.

## Népessége
| Év:            | 1994. | 2004.   | 2014.   | 2024.   |
| -------------- | ----- | ------- | ------- | ------- |
| Emberek száma: | 1167  | 1248    | 1238    | 1169    |
| Eltérés:       |       | +6,94 % | -0,80 % | -5,57 % |

| Év:            | 2023. | 2024.   |
| -------------- | ----- | ------- |
| Emberek száma: | 1167  | 1169    |
| Eltérés:       |       | +0,17 % |

1910-ben 383, túlnyomórészt szlovák anyanyelvű lakosa volt.
2001-ben 1216 lakosából 1204 szlovák volt.
2011-ben 1253 lakosából 1193 szlovák volt.
2021-ben 1204 lakosából 1177 (+4) szlovák, 1 magyar, (+1) ruszin, 10 (+3) egyéb és 16 ismeretlen nemzetiségű volt.

## Nevezetességei
- Szent György tiszteletére szentelt római katolikus temploma.
- Dobrocsna Szent Flórián temploma.

## Külső hivatkozások
- Hivatalos oldal
- Községinfó
- Lestyén Szlovákia térképén
- E-obce.sk Archiválva 2008. március 10-i dátummal a Wayback Machine-ben

## Lásd még
- Dobrocsna
- Törés